# Wonderland (Fernsehserie)
Wonderland (übersetzt „Wunderland“) ist der Titel einer US-amerikanischen Fernsehserie aus dem Jahr 2000.
Die von der Kritik hoch gelobte Serie aus der Feder von Autor und Regisseur Peter Berg wurde in den USA beim Sender ABC nach nur zwei Folgen eingestellt. Zu einer kompletten Ausstrahlung kam es erst Jahre später beim Sender The 101 Network.

## Handlung
In der psychiatrischen Notaufnahme des New Yorker Rivervue Hospital kümmern sich Robert Banger und sein psychiatrisches Ärzteteam um krisengeschüttelte Patienten – und kämpfen privat mit eigenen Problemen, die sie selber an den Rand des Wahnsinns bringen.

## Episodenübersicht
- Episode 1: Pilot
- Episode 2: 20/20 Hindsight
- Episode 3: Spell Check
- Episode 4: The Raw and the Cooked
- Episode 5: Full Moon
- Episode 6: Wilt Chamberlain 3.0
- Episode 7: Personality Plus
- Episode 8: Hello Goodbye: Finale

## Synchronisation
Die Serie wurde bislang nicht auf Deutsch synchronisiert. Das Schweizer Fernsehen SF-1 strahlte die Serie in der deutsch untertitelten Originalfassung aus.